# Concești
Concești is een Roemeense gemeente in het district Botoșani.
Concești telt 2013 inwoners.